# Bob ai III Giochi olimpici giovanili invernali - Monobob maschile
Nel bob ai III Giochi olimpici giovanili invernali di Losanna 2020 la gara del monobob maschile si è tenuta il 20 gennaio a Sankt Moritz, in Svizzera, sulla pista Olympia Bobrun St. Moritz–Celerina.
Hanno preso parte alla competizione 18 atleti in rappresentanza di altrettante differenti nazioni. La medaglia d'oro è stata conquistata ex aequo dal tedesco Alexander Czudaj e dal rumeno Andrei Robert Nica, giunti al traguardo con il medesimo tempo calcolato al centesimo di secondo, mentre la medaglia di bronzo è andata al liechtensteiniano Quentin Sanzo.

## Risultato
| Pos. | Num.               | Atleti                      | Nazione       | 1ª manche | 2ª manche | Totale  | Distacco |
| ---- | ------------------ | --------------------------- | ------------- | --------- | --------- | ------- | -------- |
|      | 11                 | Alexander Czudaj            | Germania      | 1'12"43   | 1'12"37   | 2'24"80 | –        |
| 9    | Andrei Robert Nica | Romania                     | 1'12"81       | 1'11"99   | 2'24"80   |         | –        |
|      | 15                 | Quentin Sanzo               | Liechtenstein | 1'13"01   | 1'12"17   | 2'25"18 | +0"38    |
| 4    | 12                 | Nathan Besnard              | Francia       | 1'13"23   | 1'12"07   | 2'25"30 | +0"50    |
| 5    | 14                 | Pavel Žičkin                | Russia        | 1'13"82   | 1'12"59   | 2'26"41 | +1"61    |
| 6    | 17                 | Kim Ji-min                  | Corea del Sud | 1'13"66   | 1'12"87   | 2'26"53 | +1"73    |
| 7    | 6                  | Fabian Gisler               | Svizzera      | 1'14"30   | 1'12"29   | 2'26"59 | +1"79    |
| 8    | 2                  | Renārs Grantiņš             | Lettonia      | 1'13"44   | 1'13"33   | 2'26"77 | +1"97    |
| 9    | 16                 | Bridger Stone               | Stati Uniti   | 1'13"47   | 1'13"33   | 2'26"80 | +2"00    |
| 10   | 4                  | Martin Sviták               | Slovacchia    | 1'13"67   | 1'13"15   | 2'26"82 | +2"02    |
| 11   | 8                  | Oskar Langowski             | Polonia       | 1'13"89   | 1'13"16   | 2'27"05 | +2"25    |
| 12   | 13                 | William Scammell            | Gran Bretagna | 1'14"24   | 1'14"02   | 2'28"26 | +3"46    |
| 13   | 5                  | Gustavo dos Santos Ferreira | Brasile       | 1'14"33   | 1'14"62   | 2'28"95 | +4"15    |
| 14   | 3                  | Theodor Loov von Hage       | Svezia        | 1'15"02   | 1'15"20   | 2'30"22 | +5"42    |
| 15   | 10                 | Toni Nimac                  | Croazia       | 1'15"27   | 1'15"12   | 2'30"39 | +5"59    |
| 16   | 7                  | Marco Farina                | Italia        | 1'14"76   | 1'15"65   | 2'30"41 | +5"61    |
| 17   | 18                 | Colton Dagenais             | Canada        | 1'15"67   | 1'15"14   | 2'30"81 | +6"01    |
| 18   | 1                  | Chen Yu-lun                 | Taipei cinese | 1'15"68   | 1'15"31   | 2'30"99 | +6"19    |

Data: Lunedì 20 gennaio 2020

Ora locale 1ª manche: 12:00

Ora locale 2ª manche: 13:15

Pista: Olympia Bobrun St. Moritz–Celerina

Legenda:
- Pos. = posizione
- Num. = numero di partenza
- in grassetto: miglior tempo di manche